# Concilio de Letrán V
El  Quinto Concilio Lateranense se celebró en Roma, teniendo como sede la Basílica de San Juan de Letrán, y desarrollándose en doce sesiones entre el 3 de mayo de 1512 y el 16 de marzo de 1517.
Está considerado por la Iglesia católica como el XVIII Concilio Ecuménico, y el décimo de los celebrados en Occidente.

## El Concilio de Pisa
La derrota del conciliarismo con el que se cerró el Concilio de Basilea, hizo que durante toda la segunda mitad del siglo xv no se volviera a celebrar un concilio ecuménico.
A principios del siglo xvi, en 1503, Julio II es elegido papa gracias a la promesa bajo juramento de que convocaría un concilio ecuménico. Tras nueve años de pontificado dicho concilio no había sido aún convocado por el papa. 
Esta dilación fue aprovechada por Luis XII de Francia, enfrentado con un papa que pretendía liberar a la península italiana de la influencia francesa, para lograr que un grupo de cardenales convocase, el 16 de mayo de 1511, el Concilio de Pisa, señalando como su fecha de inicio el 1 de septiembre de dicho año.
El inicio del concilio se retrasó hasta el 1 de noviembre de 1511, teniendo lugar entre siete u ocho sesiones, en las que se procedió a suspender a Julio II y se intentó recuperar el espíritu conciliarista que animó los concilios de Constanza y Basilea, para trasladarse en 1512 a Milán primero donde languidecería hasta su disolución.

## El concilio

Bulla monitorii et declarationis

Cristoforo Marcello, In quarta Lateranensis Concilii sessione habita oratio, 1513

El papa reaccionó a la convocatoria del concilio de Pisa, al que calificó de "conciliábulo", declarándolo nulo y convocando, el 18 de julio de 1511, el Quinto Concilio Lateranense fijando inicialmente su apertura para el 19 de abril de 1512, aunque su inicio se retrasó hasta el 3 de mayo de 1512 debido a la victoria francesa en la batalla de Rávena.
Julio II falleció el 21 de febrero de 1513 cuando sólo se habían celebrado cinco sesiones en las que los acuerdos más relevantes hicieron referencia a:
- La condena del concilio de Pisa.
- La condena del conciliarismo.
- La derogación de la Pragmática Sanción de Bourges.

El sucesor de Julio, León X, continuó con el concilio logrando los siguientes acuerdos en las siete sesiones que presidió:
- La adhesión al concilio de los franceses quienes, tras la muerte de Luis XII y su sucesión por Francisco I, abandonaron las posturas del concilio de Pisa.
- La condena de Piero Pomponazzi y de su doctrina de negación de la inmortalidad del alma, reconociendo además la existencia de un alma distinta para cada hombre.
- La obligación de que toda obra impresa sea autorizada por la Iglesia católica. Esta censura previa se traducirá, en 1559, en la creación del Index Librorum Prohibitorum.